# Amblycercus holosericeus
El cacique piquiclaro (Amblycercus holosericeus), también conocido como arrendajo andino o cacique pico claro, es una especie de ave paseriforme de la familia Icteridae propia de  América Central, México y el noroeste de Sudamérica. Es la única especie del género Amblycercus. Se distinguen tres subespecies reconocidas.

## Distribución y hábitat
Es nativo de México, Guatemala, Belice, El Salvador, Honduras, Nicaragua, Costa Rica, Panamá, Colombia, Venezuela, Ecuador, Perú, y Bolivia. Su hábitat natural se compone de bosque subtropical y tropical.

## Subespecies
Se reconocen las siguientes subespecies, incluyendo la subespecie tipo.:
- Amblycercus holosericeus australis Chapman, 1919
- Amblycercus holosericeus flavirostris Chapman, 1915
- Amblycercus holosericeus holosericeus (Deppe, 1830)